# Enter (Within Temptation-album)
```
 For alternative betydninger, se 
Enter
.
 
(
Se også artikler, som begynder med Enter
)
```

Enter er debutalbummet fra det hollandske goth metal-band Within Temptation, udgivet i 1997 i DSFA Records. Selvom man hører Sharon den Adels stemme, udfører bandets guitarist Robert Westerholt også death metal-growl.
Albummets stil er meget instrumental i forhold til bandets senere arbejde. Mange af numrene er meget instrumentale uden nogle rigtige tekster. I nogle sange udfører Westerholt growling (i kontrast til bandets nuværende arbejde hvor growling ikke længere bliver brugt).
Teksterne fokuserer på død, mørke, helvede, krig, romance, tomhed og spøgelser i forhold til kærlighed, natur og fantasy på de senere album. Sangene er meget længere og langsommere og er generelt mere depressive. 

## Spor
1. "Restless" – 6:06
2. "Enter" – 7:11
3. "Pearls of Light " – 5:14
4. "Deep Within" – 4:29
5. "Gatekeeper" – 6:41
6. "Grace" – 5:08
7. "Blooded (Instrumental)" – 3:36
8. "Candles" – 7:05
9. "The Dance" – 5:00
10. "Another Day" – 5:45
11. "The Other Half (Of Me)" – 4:48